# چاپ کلاقه‌ای

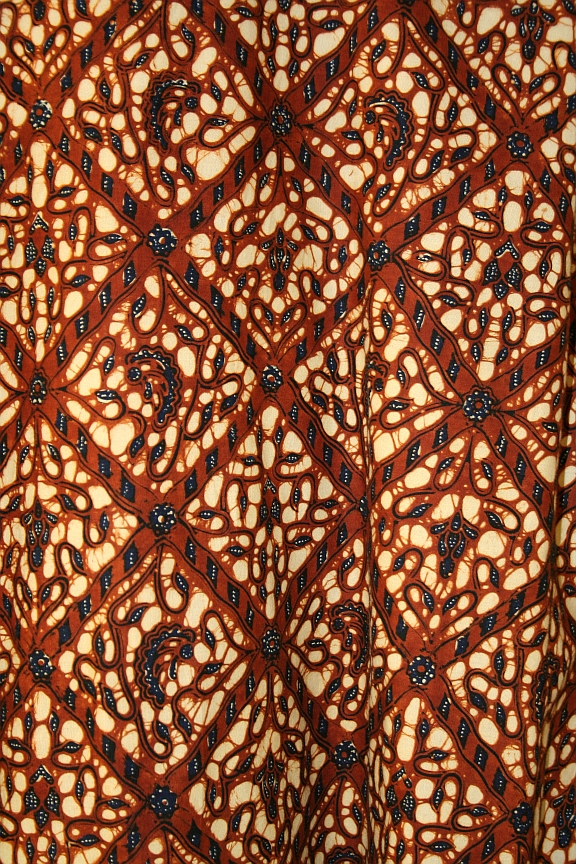
پارچه با نقش کلاقه‌ای اندونزیایی.

چاپ کَلاقه‌ای یا باتیک (به انگلیسی: Batik) یکی از روش‌های چاپ بر روی پارچه است که در کشورهایی مانند اندونزی، تایلند، سریلانکا، هند و ایران از قدیم کاربرد داشته‌اند. واژهٔ باتیک ریشهٔ اندونزیایی دارد.
شهر اسکو در شهرستان اسکو استان آذربایجان شرقی مرکز اصلی تجمع کارگاه‌های چاپ باتیک یا چاپ کَلاقه‌ای و قطب اصلی این هنر-صنعت در کشور محسوب می‌شود. شهر اسکو به شهر ملی چاپ باتیک در ایران شناخته می شود.
در چاپ کلاقه‌ای، کلیهٔ طرح‌ها و رنگ‌ها را با استفاده از واکس و عملیات رنگرزی بر روی پارچه منتقل می‌کنند. برای این کار بیشتر از پارچهٔ ابریشم استفاده می‌شود.
تاروپود پارچه از واکس پوشیده می‌شود و هر دو روی پارچه یکسان نقش می‌شود.
رنگ‌های به کار رفته برای چاپ بیشتر از دستهٔ رنگهای گیاهی مانند روناس، اسپرک، پوست انار و زردچوبه است.
یکی از ویژگی‌های چاپ کلاقه‌ای ایجاد رگه‌های رنگی است که در اثر شکستن واکس و نفوذ رنگ از میان این شکست‌ها به پارچه در حین عملیات رنگرزی بر روی پارچه پدید می‌آید.
ابزار کار چاپ باتیک «تیان» نام دارد که وسیله‌ای فلزی شبیه به قیف نازک است. همچنین قلم‌مو، مهر و کارگاه چوبی (برای مهار کردن پارچه) نیز استفاده می‌شود. روش‌های چاپ باتیک عبارتند از چاپ مستقیم، چاپ برداشت، چاپ با شابلون، نقاشی باتیک روی پارچه ابریشمی، تار عنکبوتی، قلم‌مویی، بدون رنگرزی و باندا (پیچشی). استاد حسین گنجینه از استادان معروف این سبک در ایران است.

## نگارخانه

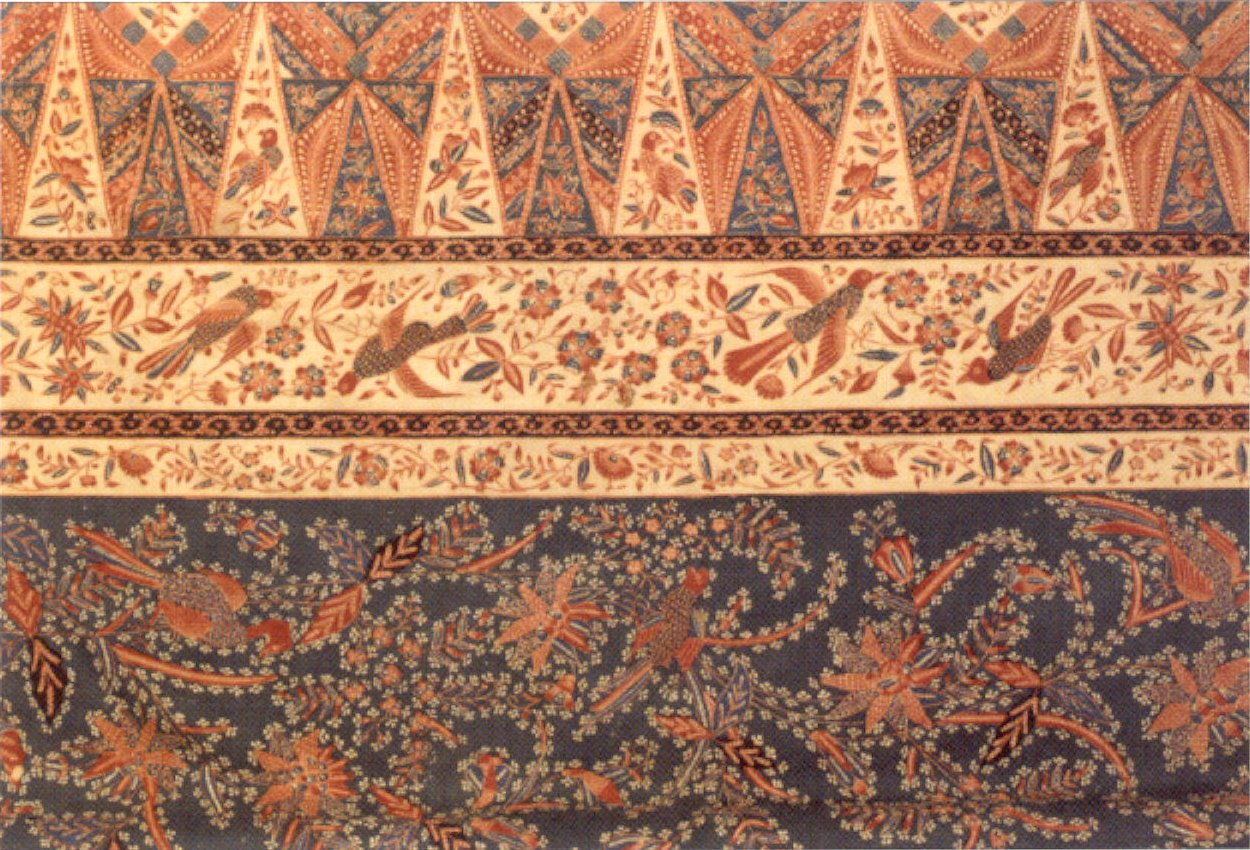
باتیک جاوه ای با نقوش پرنده و گل
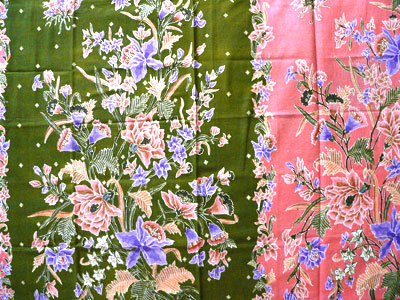
دسته گل پکالوگان باتیک دسته گل اروپایی را نشان می دهد
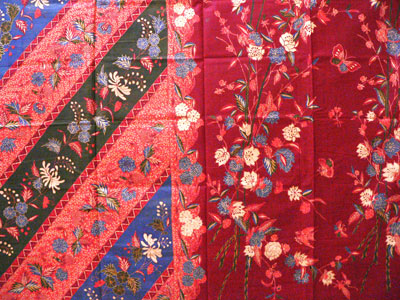
لاسم باتیک با قرمز روشن معمولی اش
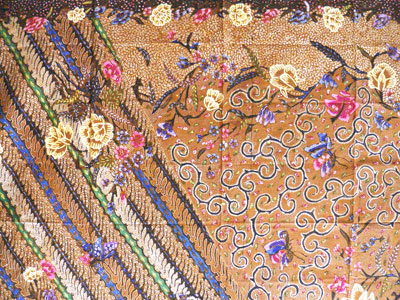
هوکوکای باتیک جاوه ای نقوش تحت تأثیر ژاپنی ها را نشان می دهد